# Eysteg
Der Eysteg, früher Truteneybrücke, ist eine gedeckte Holzbrücke über die Waldemme im Schweizer Kanton Luzern. Die Brücke liegt im Entlebuch auf dem Gebiet der Gemeinde Schüpfheim. Die Brücke ist nach Johann Schmid Ey (1891–1958) benannt, der hier durch einen Unfall starb.

## Konstruktion
Die gedeckte Hängewerk-Holzbrücke mit sechs Feldern wurde 1869 gebaut. Das Satteldach ist mit Eternitplatten gedeckt. Im Jahr 1989 erfolgte eine gründliche Sanierung.

## Nutzung
Die Fussgängerbrücke dient dem Weg von Escholzmatt, der nach der Überquerung der Waldemme beim Bad in die 1845 erstellte Kantonsstrasse Schüpfheim–Flühli mündet. Der Emmenuferweg führt über den Wanderwegsteg.

## Erhaltenswertes Objekt
Die Brücke ist im Bauinventar des Kantons Luzern als erhaltenswertes Objekt aufgeführt.